# Trichosanthes rosthornii
Trichosanthes rosthornii är en gurkväxtart som beskrevs av Hermann August Theodor Harms. Trichosanthes rosthornii ingår i släktet Trichosanthes och familjen gurkväxter.

## Underarter
Arten delas in i följande underarter:
- T. r. huangshanensis
- T. r. multicirrata
- T. r. scabrella
- T. r. stylopodifera